# Бражная
Бражная — река в Свердловской области, приток Большой Ашки. Протекает по землям Горноуральского городского округа и городского округа Нижний Тагил.
Впадает в Большую Ашку справа, в 22 км от её устья. Длина реки — 11 км.

## География
Истоки реки в лесах урочища Северские выруба на территории Горноуральского городского округа. Река течёт от истока преимущественно на юг и впадает в Большую Ашку на территории городского округа Нижний Тагил.